# Wapen van Ferwoude

Wapen van Ferwoude

Het wapen van Ferwoude is het dorpswapen van het Nederlandse dorp Ferwoude, in de Friese gemeente Súdwest-Fryslân. Het wapen werd in 1969 geregistreerd.

## Beschrijving
De blazoenering van het wapen in het Fries luidt als volgt:
Yn sulver in read findel, hingjend oan fjouwer gouden ringen.
De Nederlandse vertaling luidt als volgt: 
In zilver een rood vaandel, hangend aan vier gouden ringen.
De heraldische kleuren zijn: zilver (zilver), keel (rood) en goud (goud).

## Symboliek

Vaandel: beeldt de legendarische Magnusvaan uit. Deze werd meegevoerd door Friso en later door Magnus Forteman bij de inname van Rome voor Karel de Grote. Als bewaarplaats voor het vaandel noemt Jancko Douwama naast de Dom van Almenum ook de kerk van Ferwoude.[2] Hier blijkt het echter te gaan om kerk van Eernewoude.[3]

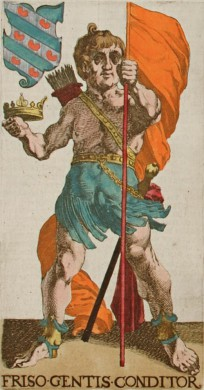
Prins Friso met het vaandel.